# Bill Burr
Pour les articles homonymes, voir Burr.
William Burr, dit Bill Burr, est un humoriste et acteur américain, né le 10 juin 1968 à Canton (Massachusetts).
Il est connu pour ses spectacles de stand-up, ainsi que ses passages remarqués en soirée dans les talk-shows à la télévision.

## Biographie

### Jeunesse
William Frederick Burr naît le 10 juin 1968 à Canton, dans l'est du Massachusetts.

### Parcours
D'ascendance française, allemande et irlandaise, il est diplômé de l'Emerson College de Boston.

## One-man-shows
- 2003 : Emotionally Unavailable (CD)
- 2003 : Comedy Central Presents
- 2005 : One Night Stand
- 2008 : Why Do I Do This? (1er stand-up)
- 2010 : Let It Go (2e stand-up)
- 2011 : Live At Andrew's House (vinyl)
- 2012 : You People Are All the Same (3e stand-up)
- 2014 : I'm Sorry You Feel That Way (4e stand-up)
- 2017 : Walk Your Way Out (5e stand-up)
- 2019 : 50
- 2019 : Paper Tiger (6e stand-up)
- 2021 : Live at Red Rocks
- 2025 : Drop Dead Years

## Filmographie sélective

### Acteur

#### Cinéma
- 2001 : Perfect Fit de Donald P. Borchers (en)
- 2002 : Passionada (en) de Dan Ireland (en)
- 2007 : Twisted Fortune de Victor Varnado
- 2010 : Crazy Night de Shawn Levy
- 2012 : Les Derniers Affranchis (Stand Up Guys) de Fisher Stevens
- 2013 : Blackout total (Walk of Shame) de Steven Brill
- 2013 : Les Flingueuses de Paul Feig
- 2014 : Zombeavers de Jordan Rubin : Joseph
- 2014 : Black or White de Mike Binder
- 2018 : Front Runner : Le Scandale (The Front Runner) de Jason Reitman : Pete Murphy
- 2020 : The King Of Staten Island de Judd Apatow
- 2021 : The Guilty d'Antoine Fuqua
- 2022 : Dog de Reid Carolin et Channing Tatum
- 2023 : Old Dads de lui-même : Jack
- 2024 : Unfrosted : L'épopée de la Pop-Tart (Unfrosted) de Jerry Seinfeld : John Fitzgerald Kennedy

#### Télévision
- 1996 : Townies - 15 épisodes : Ryan Callahan
- 2011 : Breaking Bad - Saisons 4 et 5 : Patrick Kuby
- 2013 : New Girl - 2 épisodes : Bobby
- 2015 : F is for Family : Frank Murphy
- depuis 2019 : The Mandalorian : Mayfeld
- 2021 : Reservation Dogs : Garrett Bobson

### Réalisateur
- 2023 : Old Dads (également coscénariste et producteur)

## Voix francophones
En France, Bill Burr n'a pas de voix régulière, bien qu'il ait été doublé à trois reprises par Guillaume Lebon et deux fois par Jérôme Pauwels.
En France
- Guillaume Lebon dans :
  - Blackout total
  - The Chef Show Working (voix off)
  - Old Dads

- Jérôme Pauwels[1] dans (les séries télévisées) :
  - The Mandalorian
  - Reservation Dogs

Et aussi
- Régis Lang dans Crazy Night
- Laurent Morteau dans New Girl[1] (série télévisée)
- Alexis Manuel dans Breaking Bad (série télévisée)
- Arnaud Ducret et Emmanuel Curtil dans F Is for Family (voix)
- Philippe Valmont dans Dog[1]
- Guillaume Beaujolais dans Leo (voix)
- Nicolas Marié dans Unfrosted : L'Épopée de la Pop-Tart[1]

Au Québec
- Alexandre Fortin dans Un duo d'enfer